# Fran Sánchez
Francisco José Sánchez Rodriguez (* 8. Februar 1990 in Alcalá de Henares) ist ein spanischer Fußballspieler.

## Karriere
Sánchez begann seine Karriere bei RSD Alcalá. 2011 wechselte er zu Atlético Madrid B. Nachdem er 2013 ein halbes Jahr vereinslos war, ging er im Jänner 2014 nach Österreich zur SV Mattersburg. Sein Debüt gab er am 20. Spieltag 2013/14 gegen den SV Horn. Nach dem Aufstieg in die Bundesliga 2015 gab er sein Bundesligadebüt am 5. Spieltag 2015/16 gegen den FK Austria Wien. In diesem Spiel sah er in der 19. Minute die rote Karte.
Nach der Saison 2018/19 verließ er Mattersburg. Nach einem halben Jahr ohne Verein kehrte er im Februar 2020 nach Spanien zurück und wechselte zum Viertligisten Fútbol Alcobendas Sport.